# キ25 (航空機)
石川島 キ25
- 分類：中級滑空機
- 製造者：石川島飛行機
- 運用者：大日本帝国陸軍
- 生産数：2機
- 運用状況：不採用・退役

キ25は、大日本帝国陸軍が試作した中級滑空機（セカンダリー・グライダー）。製造は石川島飛行機による。

## 概要
ドイツ製のゲッピンゲン3（Göppingen Gö 3）を参考とした単座機で、1936年（昭和11年）4月に設計を開始し、1937年（昭和12年）10月に試作一号機が完成。続いて完成した二号機とともに霧ヶ峰滑空場で飛行試験が行われた。完成した機体には重心位置の誤りや重量過大といった問題があったために採用は見送られ、製作された2機の試作機は研究機材として用いられたが、日中戦争の勃発によって研究も中止された。なお、試作二号機は完成時の「キ25I」状態から主翼をガル翼とした「キ25II」に改造され、良好な成績をあげている。

## 諸元
- 全長：7.53 m
- 全幅：17.50 m
- 主翼面積：20.0 m2
- 自重：200 kg
- 全備重量：275 kg
- 乗員：1名